# Villossanges
Villossanges (bis 2020 Villosanges geschrieben) ist eine französische Gemeinde mit 365 Einwohnern (Stand 1. Januar 2022) im Département Puy-de-Dôme in der Region Auvergne-Rhône-Alpes (vor 2016 Auvergne). Die Gemeinde gehört zum Arrondissement Riom und zum Kanton Saint-Ours (bis 2015 Pontaumur). 

## Lage
Villossanges liegt etwa 40 Kilometer westnordwestlich von Clermont-Ferrand in der alten Kulturlandschaft der Combrailles. Das Gemeindegebiet wird vom Bach Vergne Labouesse durchquert, im Norden verläuft die Chancelade, beide entwässern zum Chevalet. Im Süden fließt die Saunade zum Sioulet. Umgeben wird Villosanges von den Nachbargemeinden Charensat im Norden, Miremont im Osten, Landogne im Süden, Condat-en-Combraille im Südwesten, Tralaigues im Westen und Südwesten sowie Montel-de-Gelat im Westen und Nordwesten.

## Bevölkerungsentwicklung
| Jahr                       | 1962 | 1968 | 1975 | 1982 | 1990 | 1999 | 2006 | 2013 |
| Einwohner                  | 521  | 531  | 493  | 470  | 444  | 397  | 385  | 325  |
| Quellen: Cassini und INSEE |      |      |      |      |      |      |      |      |

## Sehenswürdigkeiten
- Kirche Saint-Pardoux